# نام‌های خدا در اسلام

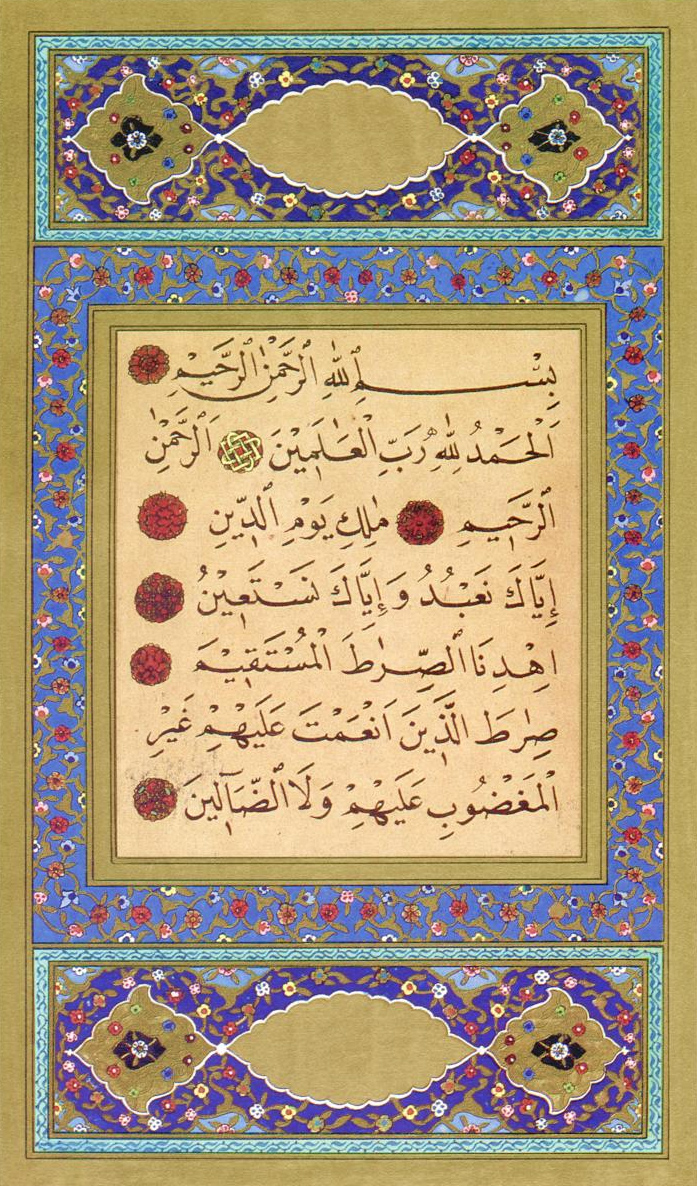
اولین سوره قرآن؛ نوشته شده توسط خوشنویسی به نام عزیز افندی

اَسماء حُسنا به معنای نام‌های نیکوی خدا؛ نام‌هایی هستند که در اسلام برای الله، خدای این دین، به کار رفته است. منابع اسلامی غالباً شمار این نام‌ها را ۹۹ نام دانسته‌اند که بیشتر آن در قرآن آمده است، ولی برخی دیگر براین باورند تعداد آن‌ها درواقع بیشتر است.

## اسماء حسنی
مسلمانان اسماء حُسنی را به ۳ گروه بخش کرده‌اند:
1. اسماء جمالی (۵۵ نام) (صفات ثبوتیه) صفاتی هستند که بر وجود کمالی در الله دلالت می‌کنند مانند عالِم، قادر، خالق و رازق.
2. اسماء جلالی (۲۲ نام) (صفات سلبی) نیز صفاتی‌اند که بر سلب نقصی از الله دلالت می‌کنند مانند غنی، واحد و قُدّوس.
3. اسماء مشترک (۲۲ نام).[۲]

اعتقاد مسلمانان بر این است که یکی از اسامی الله که بر کسی دانسته نیست اسم اعظم است؛ و با بر زبان آوردن آن هر خواستهٔ گوینده برآورده خواهد شد.

## تعداد اسما
علاوه بر این ۹۹ نام، اسامی دیگری برای الله در روایاتی از شیعه و سنی و اهل تصوف ذکر گردیده است. در برخی موارد تا هزار و یک اسم ذکر شده و در برخی دیگر چهار هزار اسم است.

## اشاره به وجود نام‌های نیکو در قرآن
در آیات زیر به وجود نام‌های نیکو برای الله اشاره شده است:
- قرآن سوره طه - آیه ۸: الله لا اله الّا هو له الاسماء الحسنی
- ترجمه: او خداییست که نیست جز او خدایی، همان‌که دارای نام‌های نیکوست
- قرآن سوره اعراف - آیه ۱۸۰: و لله الاسماء الحسنی فدعوه بها
- ترجمه: و او نام‌های نیکویی دارد، پس به آن‌ها بخوانیدش
- همچنین در سوره حشر آیه ۲۴ و سوره اسراء آیه ۱۱۰ نیز به وجود نام‌های نیکو اشاره شده است.

## فهرست
در جدول زیر ۱۰۰ نام خدا بنا بر سنت آئین اسلام، که به نام‌های نیکوی خداوند معروف‌اند، با ترجمه فارسی و معادل ابجد آن‌ها آمده است.
نزد مسلمانان بر سر بیشتر این نام‌ها اتفاق نظر است؛ هر چند که در مورد تعدادی از آن‌ها همچنان مناقشه است.
| شماره | عربی               | فارسی                                                                               | ابجد |
| ----- | ------------------ | ----------------------------------------------------------------------------------- | ---- |
| ۱     | الرحمن             | بخشاینده                                                                            | ۲۹۸  |
| ۲     | الرحیم             | مهربان                                                                              | ۲۵۸  |
| ۳     | الملک              | پادشاه                                                                              | ۹۰   |
| ۴     | القدوس             | مقدس                                                                                | ۱۷۰  |
| ۵     | السلام             | پاک و سلامتی بخش عالم                                                               | ۱۳۱  |
| ۶     | المؤمن             | اطمینان دهنده                                                                       | ۱۳۶  |
| ۷     | المهیمن            | نگهدارنده                                                                           | ۱۴۵  |
| ۸     | العزیز             | باشکوه                                                                              | ۹۴   |
| ۹     | الجبار             | توانگر                                                                              | ۲۰۶  |
| ۱۰    | المتکبر            | بسیار بزرگ                                                                          | ۶۶۲  |
| ۱۱    | الخالق             | آفریننده                                                                            | ۷۳۱  |
| ۱۲    | البارئ             | درست                                                                                | ۲۱۳  |
| ۱۳    | المصور             | نگارگر، صورتگر                                                                      | ۳۳۶  |
| ۱۴    | الغفار             | همیشه بخشاینده                                                                      | ۱۲۸۱ |
| ۱۵    | القهار             | فروکاهنده                                                                           | ۳۰۶  |
| ۱۶    | الوهاب             | نیک بخشاینده                                                                        | ۱۴   |
| ۱۷    | الرزاق             | همیشه روزی دهنده                                                                    | ۳۰۸  |
| ۱۸    | الفتاح             | گشاینده (پیروزکننده)                                                                | ۴۸۹  |
| ۱۹    | العلیم             | داناترین                                                                            | ۱۵۰  |
| ۲۰    | القابض             | می‌راننده، بیرون کشنده جان‌ها                                                         | ۹۰۳  |
| ۲۱    | الباسط             | گستراننده، فراخ‌کننده روزی                                                           | ۷۲   |
| ۲۲    | الخافض             | پست‌کننده، خوارکننده                                                                 | ۱۴۸۱ |
| ۲۳    | الرافع             | (به سوی خود) بالا برنده                                                             | ۳۵۱  |
| ۲۴    | المعز              | عزیزکننده                                                                           | ۱۱۷  |
| ۲۵    | المذل              | خوارکننده                                                                           | ۷۷۰  |
| ۲۶    | السمیع             | شنواترین                                                                            | ۱۸۰  |
| ۲۷    | البصیر             | بیناترین                                                                            | ۳۰۲  |
| ۲۸    | الحکم              | دادگر                                                                               | ۶۸   |
| ۲۹    | العدل              | بینهایت عادل                                                                        | ۱۱۴  |
| ۳۰    | اللطیف             | آن‌که بر بندگانش لطف دارد                                                            | ۱۲۹  |
| ۳۱    | الخبیر             | آگاه‌ترین                                                                            | ۸۱۲  |
| ۳۲    | الحلیم             | بسیار بردبار                                                                        | ۸۸   |
| ۳۳    | العظیم             | بی‌انتها                                                                             | ۱۰۲۰ |
| ۳۴    | الغفور             | بسیار بخشاینده                                                                      | ۱۲۸۶ |
| ۳۵    | الشکور             | بسیار سپاس‌گزار (پاداش دهنده بزرگ است هر عمل کوچک را)                                | ۵۲۶  |
| ۳۶    | العلی              | بلند مرتبه                                                                          | ۱۱۰  |
| ۳۷    | الکبیر             | بزرگ‌ترین                                                                            | ۲۳۲  |
| ۳۸    | الحفیظ             | نگهدارنده                                                                           | ۹۹۸  |
| ۳۹    | المقیت             | خوراک دهنده                                                                         | ۵۵۰  |
| ۴۰    | الحسیب             | شمارنده                                                                             | ۸۰   |
| ۴۱    | الجلیل             | بسیار گرانقدر                                                                       | ۷۳   |
| ۴۲    | الکریم             | بسیار بخشنده                                                                        | ۲۷۰  |
| ۴۳    | الرقیب             | نگهبان، بیننده و آماده                                                              | ۳۱۲  |
| ۴۴    | المجیب             | پاسخگو                                                                              | ۵۵   |
| ۴۵    | الواسع             | گسترده، پهناور                                                                      | ۱۳۷  |
| ۴۶    | الحکیم             | فرزانه، بسیار خردمند                                                                | ۷۸   |
| ۴۷    | الودود             | دوست                                                                                | ۲۰   |
| ۴۸    | المجید             | بسیار لایق ستایش (در ذات و صفات خود عظیم و نسبت به بندگان بسیار با خیر و احسان است) | ۵۷   |
| ۴۹    | الباعث             | برانگیزنده مردگان                                                                   | ۵۷۳  |
| ۵۰    | الشهید             | بیننده                                                                              | ۳۱۹  |
| ۵۱    | الحق               | راست، درست                                                                          | ۱۰۸  |
| ۵۲    | الوکیل             | عهده‌دار همه امور بندگان و موجودات                                                   | ۶۶   |
| ۵۳    | القوی              | پرزور                                                                               | ۱۱۶  |
| ۵۴    | المتین             | سخت (و نیز پاینده)                                                                  | ۵۰۰  |
| ۵۵    | الولی              | دوست، یار و نگهبان                                                                  | ۴۶   |
| ۵۶    | الحمید             | ستوده                                                                               | ۶۲   |
| ۵۷    | المحصی             | شمارنده                                                                             | ۱۴۸  |
| ۵۸    | المبدئ             | نخستین آفریننده                                                                     | ۵۶   |
| ۵۹    | المعید             | بازگرداننده، دوباره زنده‌کننده                                                       | ۱۲۴  |
| ۶۰    | المحیی             | زندگی بخش، هستی بخش                                                                 | ۶۸   |
| ۶۱    | الممیت             | می‌راننده، نابودکننده                                                                | ۴۹۰  |
| ۶۲    | الحی               | زنده                                                                                | ۱۸   |
| ۶۳    | القیوم             | قائم به ذات (همه-آفریننده‌ای که کسی او را نیافرید)، پاینده                           | ۱۵۶  |
| ۶۴    | الواجد             | یابنده                                                                              | ۱۴   |
| ۶۵    | الماجد             | بزرگوار                                                                             | ۴۸   |
| ۶۶    | الواحد             | یکتای بی‌همتا                                                                        | ۱۹   |
| ۶۷    | الاحد              | یگانه (خدایی جز او نیست)                                                            | ۱۳   |
| ۶۸    | الصمد              | بی‌نیاز                                                                              | ۱۳۴  |
| ۶۹    | القادر             | توانا                                                                               | ۳۰۵  |
| ۷۰    | المقتدر            | تعیین‌کننده (قضا و قدر)، فراتر                                                       | ۷۴۴  |
| ۷۱    | المقدم             | فراپیش کشنده                                                                        | ۱۸۴  |
| ۷۲    | المؤخر             | فراپس دارنده، پس گذارنده چیزها و نهنده آن‌ها به جای آن‌ها                             | ۸۴۶  |
| ۷۳    | الأول              | نخستین، اول پدیدارکننده وجود                                                        | ۳۷   |
| ۷۴    | الأخر              | واپسین، آخر فناکننده موجود                                                          | ۸۰۱  |
| ۷۵    | الظاهر             | آشکار (پدیدار، هویدا)، همیشه پیروز                                                  | ۱۱۰۶ |
| ۷۶    | الباطن             | پنهان، همه دربرگیرنده                                                               | ۶۲   |
| ۷۷    | الوالی             | یگانه سرپرستی که همه ولایتها از اوست                                                | ۴۷   |
| ۷۸    | المتعالی           | خود ستوده                                                                           | ۵۵۱  |
| ۷۹    | البر               | نیکوترین                                                                            | ۲۰۲  |
| ۸۰    | التواب             | همیشه توبه پذیر                                                                     | ۴۰۹  |
| ۸۱    | المنتقم            | انتقام گیر                                                                          | ۶۳۰  |
| ۸۲    | العفو              | درگذرنده (آمرزنده)، ناپدیدکننده گناهان                                              | ۱۵۶  |
| ۸۳    | الرؤوف             | بسیار دلسوز و مهربان                                                                | ۲۸۶  |
| ۸۴    | مالک الملک         | فرمانروای جهان                                                                      | ۲۱۲  |
| ۸۵    | ذوالجلال و الاکرام | دارای شکوه و بخشش                                                                   | ۱۱۰۰ |
| ۸۶    | المقسط             | عادل                                                                                | ۲۰۹  |
| ۸۷    | الجامع             | گردآورنده                                                                           | ۱۱۴  |
| ۸۸    | الغنی              | توانگر                                                                              | ۱۰۶۰ |
| ۸۹    | المغنی             | بی‌نیازکننده، بسنده                                                                  | ۱۱۰۰ |
| ۹۰    | المانع             | بازدارنده                                                                           | ۱۶۱  |
| ۹۲    | النافع             | سودمند                                                                              | ۲۰۱  |
| ۹۳    | النور              | روشنی                                                                               | ۲۵۶  |
| ۹۴    | الهادی             | رهنما                                                                               | ۲۰   |
| ۹۵    | البدیع             | سنجش ناپذیر، آفریننده                                                               | ۸۶   |
| ۹۶    | الباقی             | ماندگار و واگردان نشدنی (تغییرناپذیر)                                               | ۱۱۳  |
| ۹۷    | الوارث             | مالک نهایی تمام مخلوقات                                                             | ۷۰۷  |
| ۹۸    | الرشید             | راهنما، آموزگار و دانای بی‌خطا                                                       | ۵۱۴  |
| ۹۹    | الصبور             | شکیبا                                                                               | ۲۹۸  |
| ۱۰۰   | حبیب               | دوست                                                                                | ۲۲   |

عموماً بر سر اغلب این نام‌ها با هم توافق دارند؛ هر چند که در مورد تعدادی از آن‌ها همچنان اختلاف وجود دارد.

## نام صدم
برای صوفیان باور به صدمین نام الله از ارزش والایی برخوردار است. بنا بر باور آنان تنها در اثر شناخت تمام و کمال پروردگار می‌توان به این نام پی برد. آن‌ها صدمین نام خداوند را اسم اعظم می‌گویند.
در برخی احادیث مذهب شیعه گفته شده است که مهدی نام صدم را آشکار می‌کند.
به گفته عرفا در اشعار و نوشته‌ها هر انسانی قابلیت بالقوه جامع صفات الهی داراست این صفات باید بالفعل تبدیل شود
| در آینهٔ وجود آدم |  | دیدیم جمال اسم اعظم (شاه نعمت‌الله ولی) |

| آن کیست بر آن سپهر اعظم   |  | وان کیست ورای هر دو عالم    |
| از خاک یکی سواد افتد      |  | وز آب درو بلاد احکم         |
| کم‌کار ولی درو جهان گم     |  | کم نام ولی دو کون ازو کم    |
| در نور جبینش حج اکبر      |  | در نقش نگینش اسم اعظم       |
| جایی مرو و به خود فرو شو  |  | در نسخهٔ توست این لغت ضم     |
| در حرف نخست بازیابی       |  | اسرار زمین و آسمان هم       |
| گر بر سر سر این معما      |  | افتاد دلت زهی مکرم          |
| خوش باد شب و خجسته روزت   |  | رو رو که جهان شدت مسلم      |
| گنگ از دل درج سر به مسمار |  | چون شرح دهد زبان گنگم       |
| یک ذره سپهر و هفت خورشید  |  | یک نم ز شراب چارکون یم      |
| عطار ز سر عشق بر گوی      |  | انوار صفات و ذات مبهم       |
| تو نور هوای آن جهانی      |  | بر خاک فتاده ناگهانی (عطار) |

## اسماء نویسی
به نگارش اسماء حسنی با به‌کارگیری از صنعت مربعات و اعداد وفقی را بر پوست، کاغذ یا پارچه اسماء نویسی می‌گویند. این کار در دوران قاجار در ایران رواج داشت.

## کتاب‌ها
در مورد اسما و صفات الهی کتابهای متعددی نگاشته شده که برخی از آنها عبارتند از:
- شرح اسماء الله الحسنی اثر عبدالکریم قشیری[۱۰]
- شرح الاسماء شرح دعای جوشن کبیر اثر ملا هادی سبزواری
- کتاب «کتاب اسماء و صفات حق» اثر ابراهیمی دینانی
- کتاب اسماء و صفات الهی در اندیشه امام خمینی
- اسماء و صفات الهی در قرآن اثر محمدباقر محقق
- شرح توحید صدوق، اثر قاضی سعید قمی
- کتاب اسما الحسنی کریم کاوه